# ربيعة موسى
ربيعة موسى قرية سورية تتبع ناحية سنجار في منطقة معرة النعمان في محافظة إدلب. بلغ عدد سكانها 22 نسمة في عام 2004 حسب إحصاء المكتب المركزي للإحصاء.